# Vrchotovy Janovice (zámek)
Zámek Vrchotovy Janovice se nachází v městysi Vrchotovy Janovice v okrese Benešov. Jeho základem je vodní tvrz z přelomu 15. a 16. století, během 18. století rokokově přestavěná. V polovině 19. století byl exteriér zámku novogoticky upraven. Posledním soukromým majitelem zámku byla baronka Sidonie Nádherná, mecenáška a organizátorka kulturního života. Zámek včetně parku a hospodářských budov je chráněn jako kulturní památka.

## Popis
Stavební jádro zámku tvoří vodní tvrz z 15. a 16. století, přestavěná během 18. století na zámek v rokokovém stylu. Kolem zámku jsou stále patrné pozůstatky vodního příkopu. Trojkřídlý zámek má půdorys nepravidelného trojúhelníka s uzavřeným nádvořím. To je přístupné dvěma průjezdy s klenutými kamennými mosty. Východní křídlo zámku je nejstarší - pochází pravděpodobně ještě z 15. století. U jeho jižní části se nachází původní věž. Hlavní vstup do zámku je umístěn v jižním křídle z 16. století. Jižně od zámku stojí jeho bývalé hospodářské a správní budovy. Kolem zámku se rozprostírá anglický park s umělým jezerem uprostřed.

## Stavební vývoj

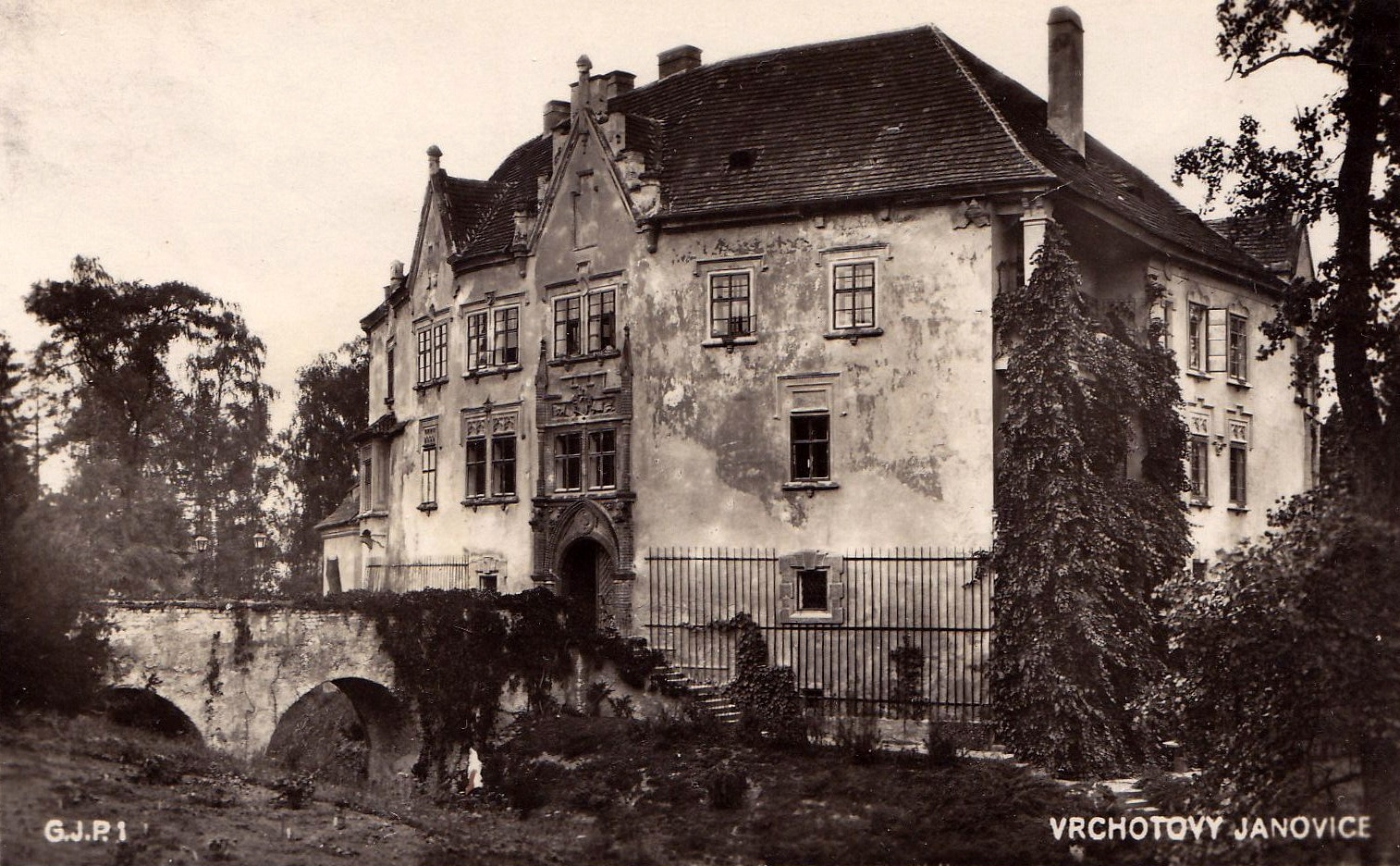
Zámek v roce 1933

Původně gotická vodní tvrz z roku 1350 byla přestavěna renesančně a barokně (1760); v roce 1856 romanticky (novogoticky) upravena.
Po roce 1879 zadal nový majitel baron Karel Ludvík Nádherný rekonstrukci zámku v novogotickém slohu architektovi Josefu Mockerovi. Z projektu byla ale realizována pouze menší část.
Drobné stavby v areálu zámku navrhl a realizoval v roce 1911 pražský německý architekt Josef Zasche .

## Historie

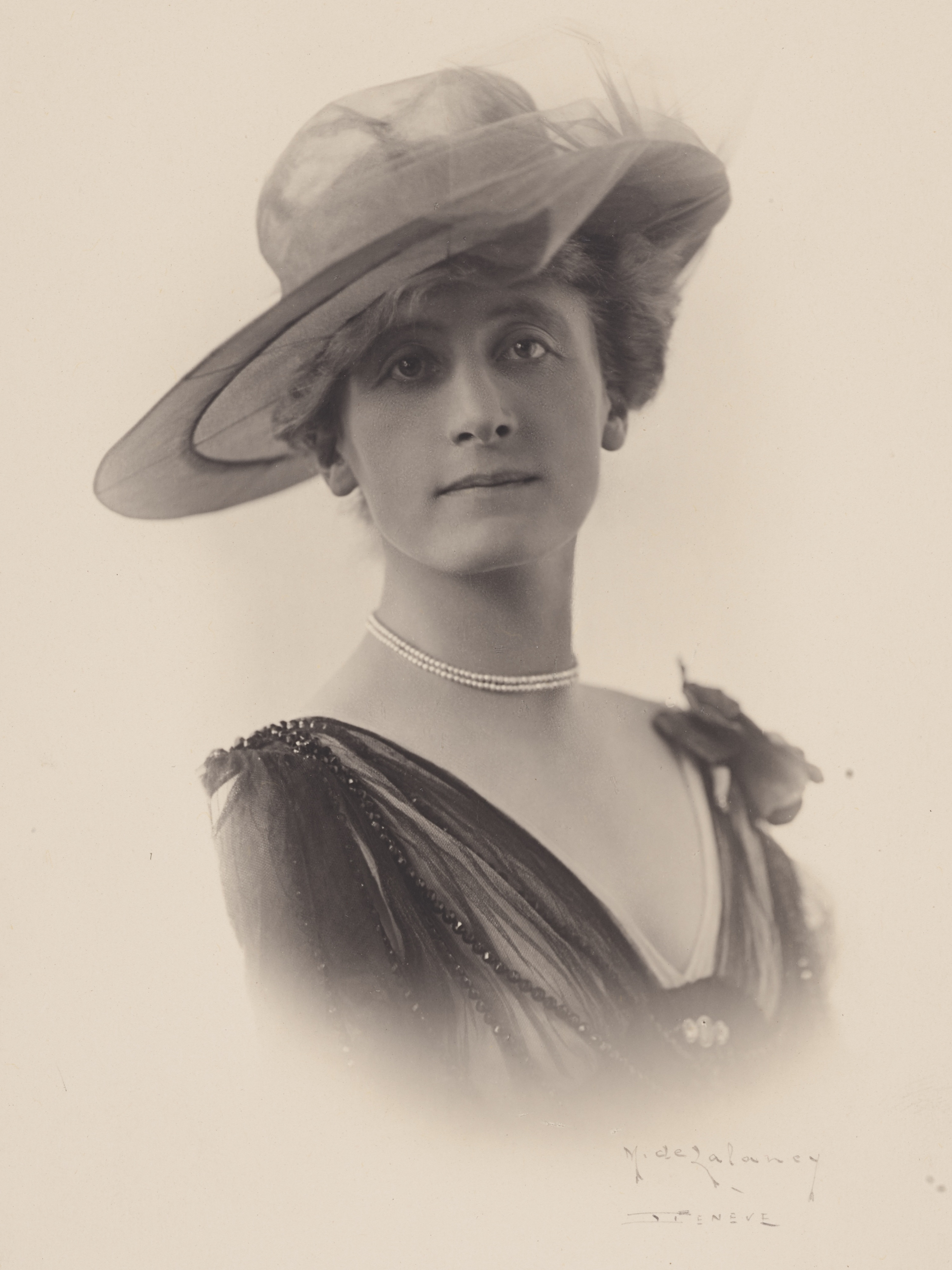
Sidonie Nádherná z Borutína (1885–1950)

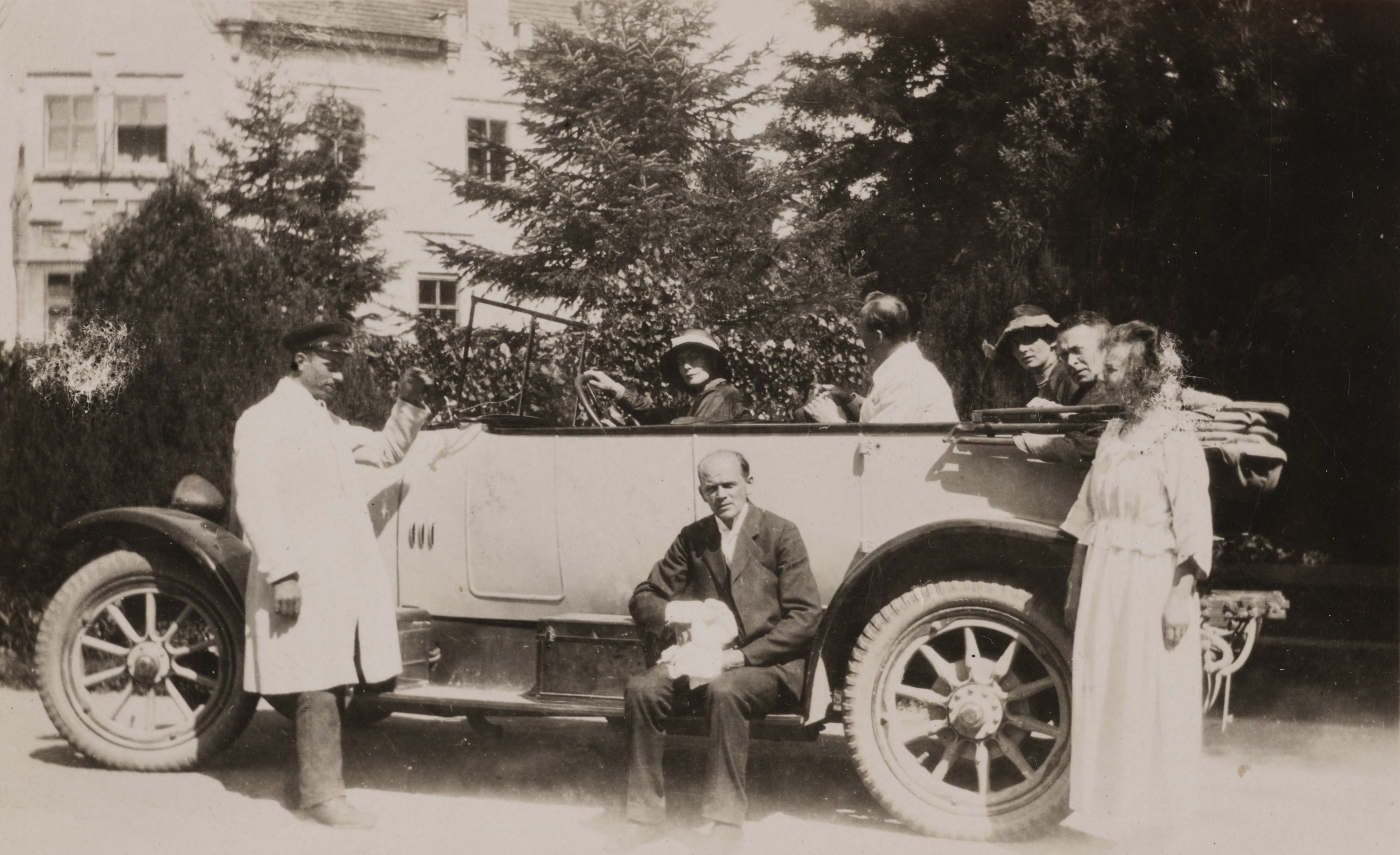
Sidonie Nádherná s přáteli před vstupem do zámku.

Janovice (dřívějším názvem Herbortovy Janovice) jsou původním sídlem pánů z Janovic znaku orlice, jímž byly až do roku 1453, kdy se na zámku usadil Štěpán Vrchota z Vrchotic. Dále byl zámek ve vlastnictví rodu pánů z Vrtby. Roku 1807 jej Adam z Vrtby prodal hraběti Františku Josefu Vratislavu z Mitrovic.
Poslední majitelkou zámku byla baronka Sidonie Nádherná z Borutína, mecenáška a organizátorka kulturního života, jež je v přilehlém zámeckém parku s některými dalšími členy rodiny pohřbena (její ostatky sem byly v roce 1999 přeneseny z Anglie, kam ji komunisté po únorovém převratu donutili v roce 1949 emigrovat).
Nádherná na zámku provozovala salón svého druhu – Vrchotovy Janovice se staly místem setkávání předních osobností tehdejšího kulturního a politického života (Karel Čapek, Alice Masaryková, Adolf Loos, Max Švabinský), navštěvovali ji zde ale především rakouský žurnalista a dramatik Karl Kraus a Rainer Maria Rilke, jimž byla múzou (o tom, jestli s nimi měla poměr, se spekuluje). Kraus navštěvoval Nádhernou v Janovicích po dvacet let, Rilke byl na zámku asi jen třikrát.
V roce 1943 byl zámek zabrán SS a používán jako velitelství a kasárna. V roce 1945 na zámku německé ozbrojené složky vystřídali příslušníci sovětské a československé armády. V roce 1949 byl zámek vyvlastněn. Napřed zde byl umístěn sklad textilu, později sbírky okresního archívu. Zámek nebyl udržován a pustl. Před zkázou zámek zachránilo v roce 1957 Národní muzeum, kterému se podařilo objekt získat. Postupně byl opraven, dnes je veřejnosti přístupný a obsahuje expozice Národního muzea Společnost v Čechách 19. století, expozici Rilke, Kraus a Vrchotovy Janovice a expozici českého zvonařství.

## ExpoziceSpolečnost vČechách 19. století
Součástí expozice Společnost v Čechách 19. století jsou některé předměty patřící významným osobnostem (např. kytara Karla Havlíčka Borovského), především ale jejich portréty (např. Tomáše Pešiny z Čechorodu, Václava Hanky, Bernarda Bolzana nebo Joachima Barranda). Zajímavostí je zde uložené puzzle, taktéž z 19. století.
- V zámku je umístěn také Švabinského portrét Sidonie Nádherné z roku 1906. Expresivní barvy portrétu neevokují Fillova Čtenáře Dostojevského (1907) náhodou; oba malíři byli v tomto období pod vlivem tvorby Edvarda Muncha, který měl v Praze v roce 1905 výstavu.[zdroj?]

## Galerie

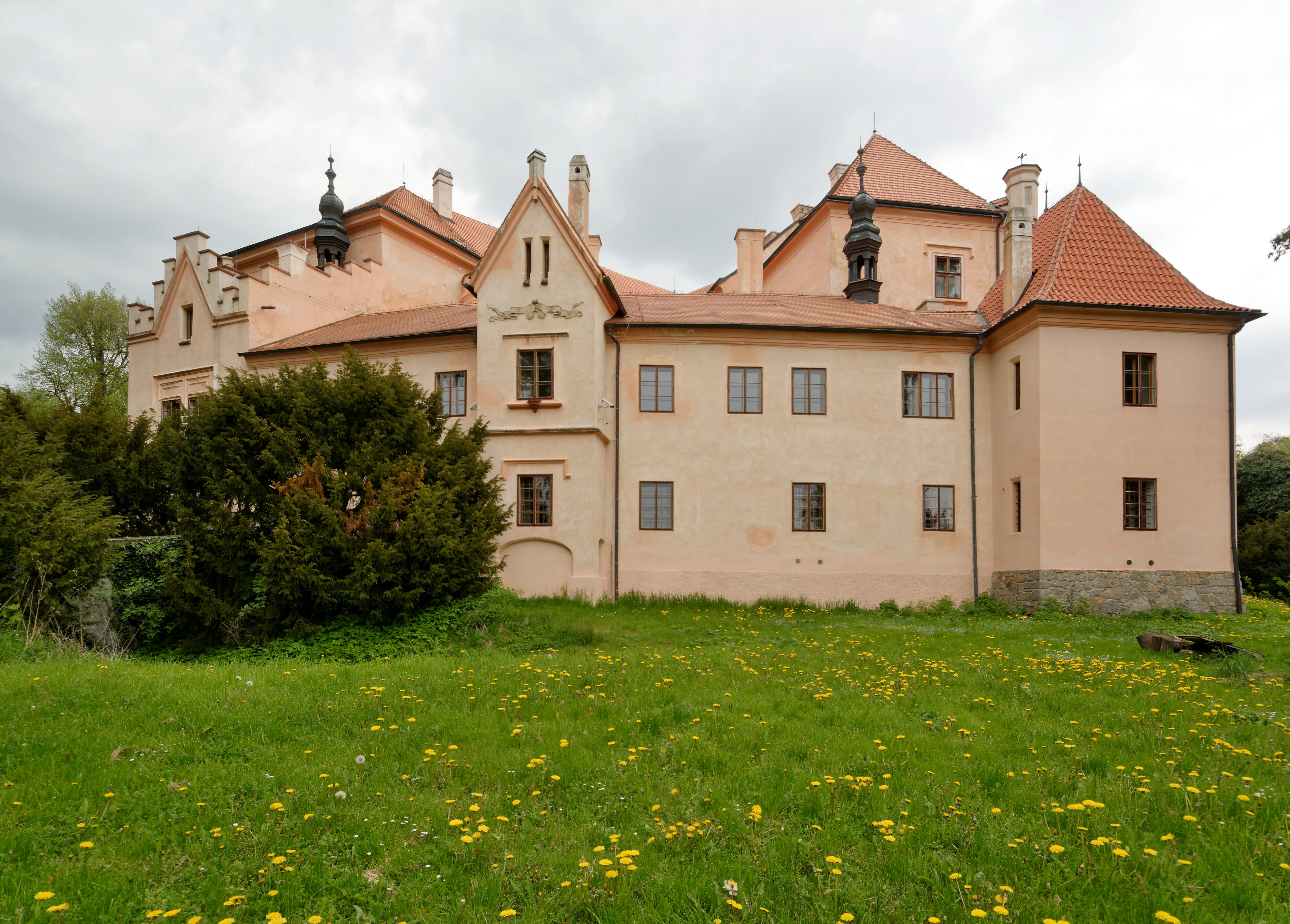
Zámek v roce 2017
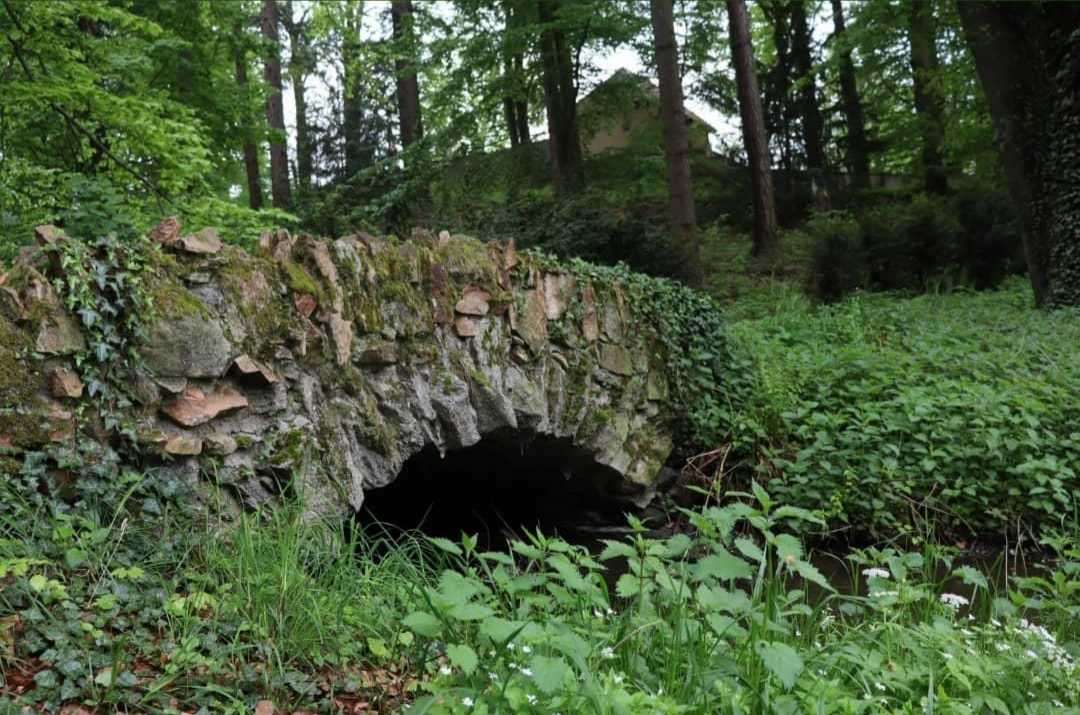
Most přes potok za rybníkem
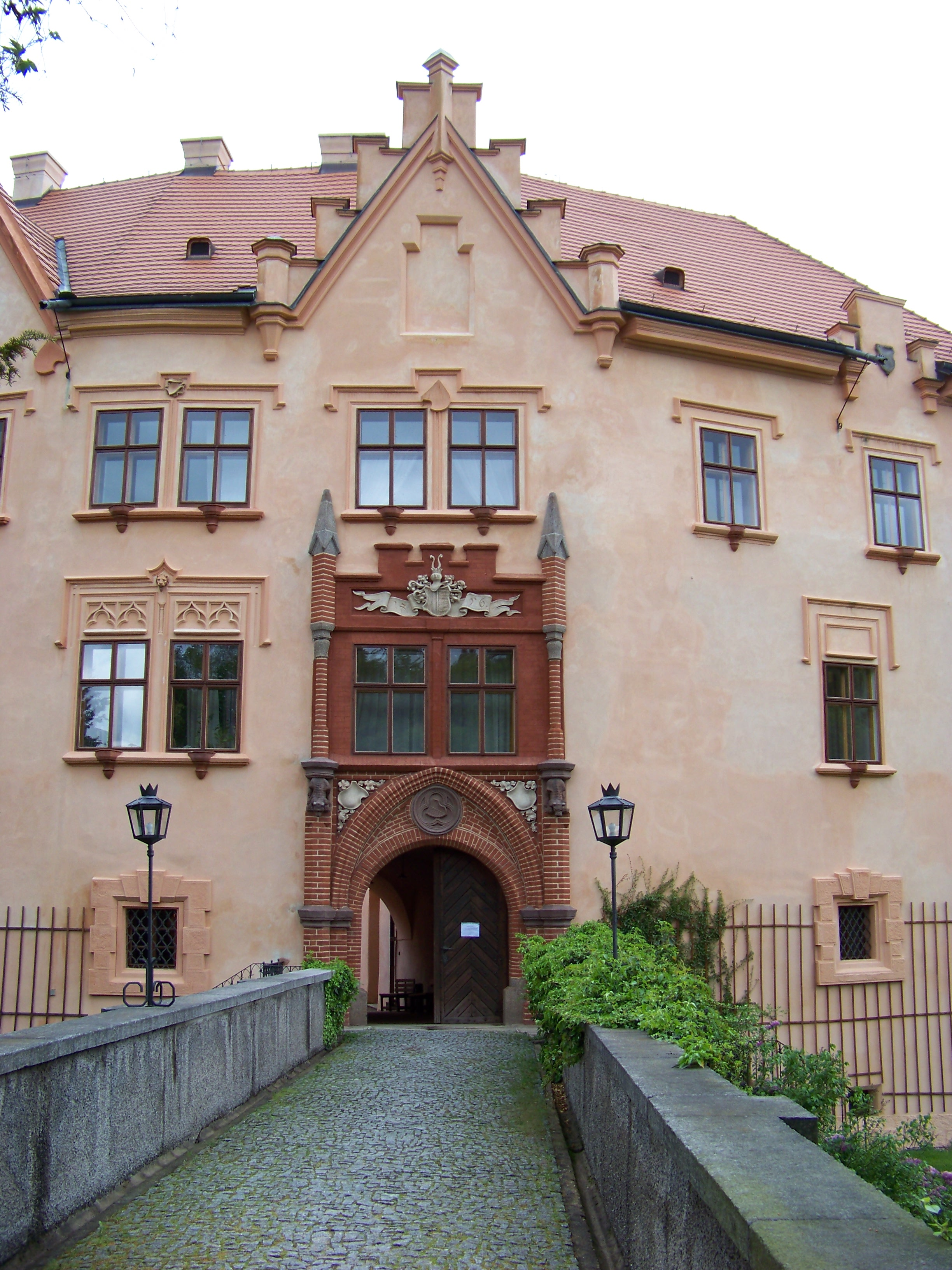
Vstupní část zámku
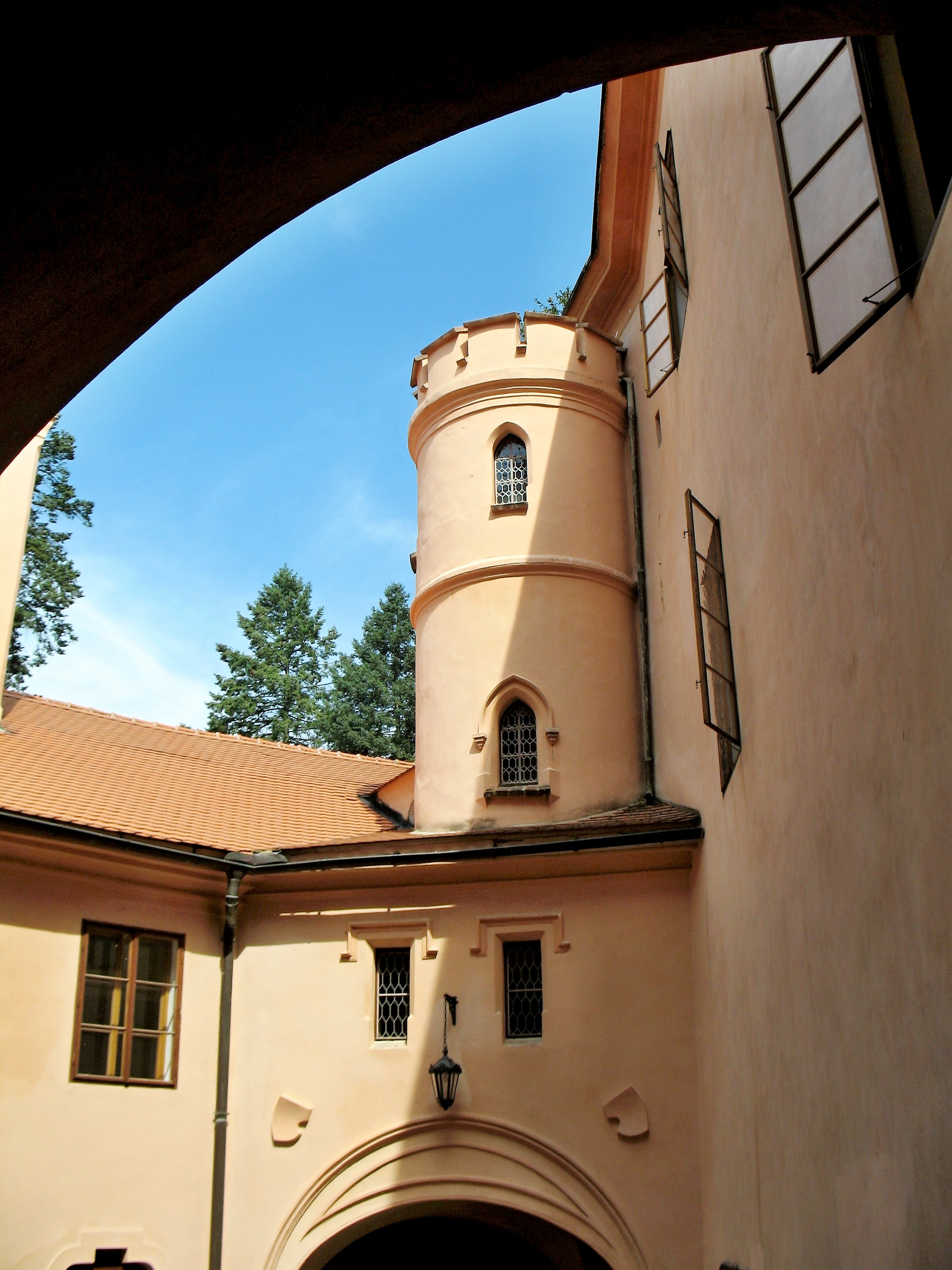
Vnitřní nádvoří
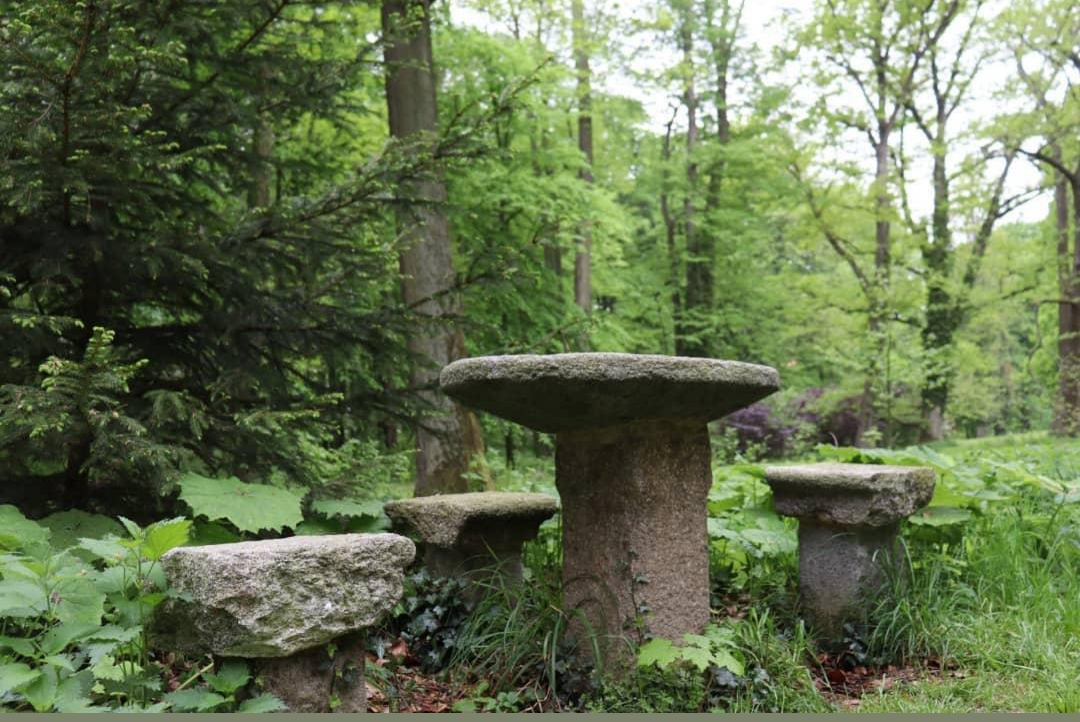
Posezení v parku (tzv. stůl Karla Krause)
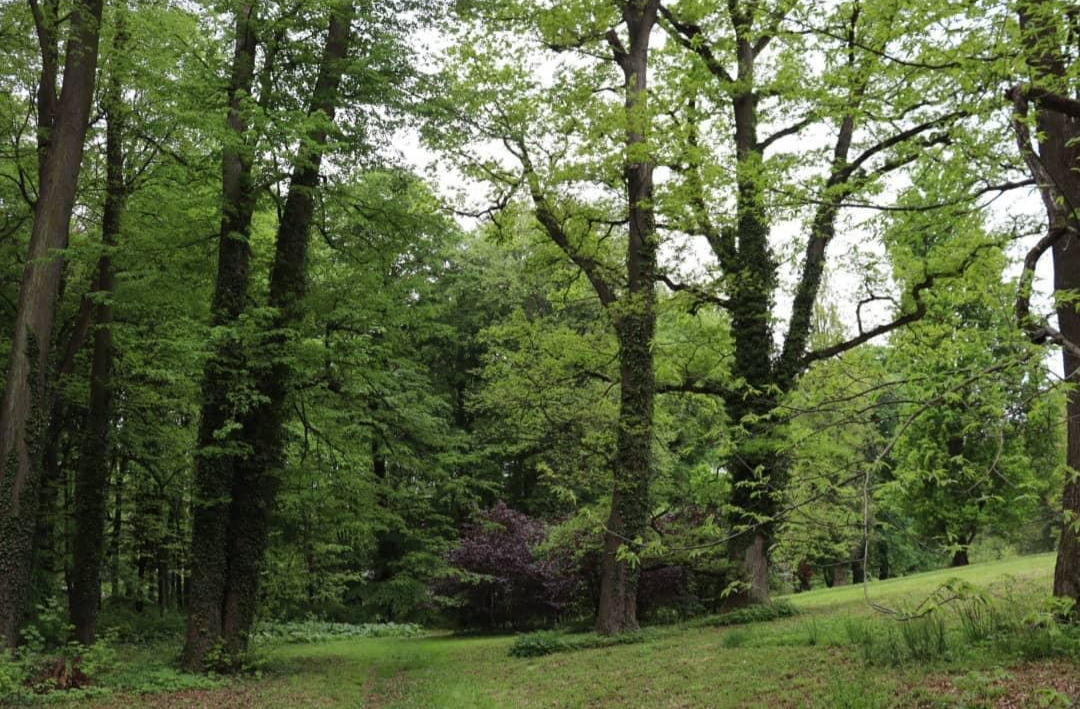
Stromy v zámeckém parku